# 9月14日
9月14日是阳历年的第257天（闰年是258天），离一年的结束还有108天。

## 大事记

### 19世紀以前
- 81年：羅馬元老院認可由圖密善繼任提圖斯帝位，為古羅馬弗拉維王朝最後一位羅馬皇帝。
- 1180年：源平合戰：大庭景親為首的平氏軍於相模國石橋山擊敗源賴朝的源氏軍，史稱石橋山之戰。
- 1368年：明朝军队开至元大都齐化门外攻城而入，元朝退出中原，北元開始。
- 1741年：巴洛克音樂作曲家格奧爾格·弗里德里希·韓德爾完成其著名神劇作品《彌賽亞》。
- 1752年：在大多數天主教國家以及英國和北美十三州，因1752年將曆法從儒略曆轉換至格里曆，故該年9月14日的前一天為9月2日，大英帝国的历法开始由儒略历转变为格里历，由前一天的9月2日（星期三）直接跳到9月14日（星期四）。

### 19世紀
- 1812年：俄国军队火烧莫斯科以阻挡拿破仑一世的入侵。
- 1829年：第八次俄土戰爭：俄國和奧斯曼帝國簽署《亞得里亞堡和約》，結束戰爭。
- 1847年：美墨戰爭：美軍中將溫菲爾德·斯科特佔領墨西哥城。
- 1862年：英國商人查爾斯·倫諾克斯·理查德森於武藏國橘樹郡生麥村因未對薩摩藩藩主的監護人島津久光與他的700人儀仗隊進行跪及退讓並遭到衛隊殺死，而同行之員工克拉克及香港的英國商人馬歇爾夫妻遭砍致重傷，史稱生麥事件。
- 1862年：南北戰爭馬里蘭會戰：美利堅合眾國將領喬治·B·麥克萊倫率領之聯邦軍於馬里蘭州華盛頓縣及弗雷德里克縣爆發的南山之役中擊敗美利堅聯盟國將領羅伯特·李的邦聯軍
- 1867年：马克思《资本论》第一卷在德国汉堡出版。

### 20世紀
- 1901年：威廉·麥金利在紐約州水牛城遭遇槍擊身亡後，西奧多·羅斯福繼任成為美國總統。
- 1911年：俄羅斯帝國首相彼得·阿爾卡季耶維奇·斯托雷平與沙皇尼古拉二世和兩位公主到位於基輔的基輔歌劇院欣賞尼古拉·安德烈耶維奇·里姆斯基-科薩科夫的歌劇《萨坦王的故事（英语：The Tale of Tsar Saltan (opera)）》時，遭遇槍手德米特里·博格羅夫連續槍擊兩次並於四日後逝世。
- 1922年：中國安源路矿工人大罢工。
- 1927年：美国舞蹈家伊莎朵拉·邓肯于法国尼斯因长披肩遭车轮卷入，导致颈部骨折而身亡。
- 1939年：光輝級航空母艦勝利號下水。
- 1944年：中國遠征軍第20集團軍光復騰沖。
- 1946年：法羅群島在經過公民投票後決定自丹麥獨立，之後丹麥則是將該島列為海外自治領地。
- 1952年：中国新闻社成立。
- 1959年：北京火车站建成。
- 1959年：苏联发射的无人月球探测器月球2号在月球上著陆，成为世界上第一个在月球表面硬着陆的航天器。
- 1960年：伊朗、伊拉克、科威特、沙特阿拉伯、委内瑞拉等五国于巴格达召开的会议上决议成立石油输出国组织。
- 1975年：捷克斯洛伐克網球選手玛蒂娜·纳芙拉蒂洛娃投奔美國。
- 1979年：阿富汗人民民主黨總書記努爾·穆罕默德·塔拉基在與部長會議主席哈菲佐拉·阿明有所衝突後，因為軍事政變而遭處死。
- 1982年：黎巴嫩内战期間，黎巴嫩贝鲁特发生爆炸案，当选总统贝希尔·杰马耶勒被炸死。
- 1983年：中國民航一架霍克薛利三叉戟型客機與一架空軍轟炸機在桂林奇峰嶺機場相撞，導致客機11人死亡、22人受傷。
- 1985年：中华人民共和国国家科学技术委员会拟订了“星火计划”。
- 1987年：21时07分，王运丰、维尔纳·措恩等人向联邦德国卡尔斯鲁厄大学发出了中国第一封电子邮件。[1]
- 1989年：中國海南省省长梁湘以权谋私被撤职。
- 1989年：颱風莎拉沿著西太平洋的不規則路徑造成廣泛破壞後消散，造成臺灣、菲律賓和五島列島71人死亡。
- 1991年：停止黑人间暴力冲突的南非和平协议签署。
- 1999年：基里巴斯、諾魯和東加加入聯合國。
- 2000年：微软公司发行Windows ME。
- 2000年：日本索尼公司发布遊戲主機PlayStation的輕量化版本PSone。

### 21世紀
- 2001年：日本任天堂正式發售電視遊樂主機GameCube。
- 2002年：中國南京市湯山落毒案。
- 2003年：瑞典全民公投，拒绝采用欧元。
- 2003年：爱沙尼亚全民公投，赞成加入欧盟。
- 2004年：東突厥斯坦流亡政府在美國華盛頓成立。
- 2006年：香港以東南約36公里的擔桿列島發生黎克特制3.5地震。香港、澳門及珠海多處感到震動及搖晃。
- 2015年：物理學家透過雷射干涉重力波天文台和處女座干涉儀而第一次觀測到重力波現象。
- 2016年：德國化學品公司拜耳公司以660億美元收購美國種子公司孟山都公司。
- 2020年：日本自由民主黨的新任總裁選舉中，菅義偉以獲得534票中的377票高票當選第26任自由民主黨總裁。
- 2020年：马来西亚前首相纳吉·阿都拉萨登上马来西亚反贪污委员会的贪污罪犯资料名单，成为大马史无前例首名列榜的前首相，及该贪污罪犯名单中的最高前公职人员[2]。
- 2020年：簡·格里夫斯（英语：Jane Greaves）所領導的國際科研小組宣布，他們於金星大氣層中探測到了磷化氫氣體，如果得到證實為厭氧微生物代謝產生，將成為首個已知的金星生命。

## 出生
- 953年：周恭帝柴宗訓，五代時期後周皇帝（973年逝世）
- 1032年：遼道宗耶律洪基，契丹、遼朝皇帝（1101年逝世）
- 1169年：阿历克塞二世，拜占庭皇帝（1183年逝世）
- 1580年：克维多，西班牙貴族政治家、作家、詩人（1645年逝世）
- 1667年：埃德加·斯圖亞特，劍橋公爵（1671年逝世）
- 1737年：米歇尔·海顿，奧地利作曲家，主要寫作宗教音樂（1806年逝世）
- 1760年：路易吉·凱魯比尼，義大利裔法國作曲家（1842年逝世）
- 1769年：亞歷山大·馮·洪堡，德國生物學、地質學家（1859年逝世）
- 1804年：约翰·古尔德，英國鳥類學家、商人、藝術家（1881年逝世）
- 1864年：羅伯特·塞西爾，英國外交家，國際聯盟創始人，1937年諾貝爾和平獎得主（1958年逝世）
- 1887年：卡爾·泰勒·康普頓，美國物理學家（1954年逝世）
- 1889年：瑪利亞·以瑟·笛·卡波維亞，厄瓜多超級人瑞（2006年逝世）
- 1899年：亨德里克·范根特，荷蘭天文學家（1947年逝世）
- 1913年：哈科沃·阿本斯，瓜地馬拉政治人物，第25任瓜地馬拉總統（1971年逝世）
- 1915年：约翰·道布森，美國天文學家，杜布森望遠鏡發明者（2014年逝世）
- 1920年：勞倫斯·克萊因，美國經濟學家，1998年諾貝爾經濟學獎得主（2013年逝世）
- 1926年：米歇爾·布托爾，法國作家（2016年逝世）
- 1928年：阿爾貝托·科爾達，古巴攝影師（2001年逝世）
- 1929年：轉法輪奏，日本企業家（1998年逝世）
- 1930年：羅莫拉·康斯坦蒂諾，澳大利亞鋼琴家、伴奏家、教師（1988年逝世）
- 1930年：安東·唐契甫，保加利亞作家、編劇（2022年逝世）
- 1932年：伊戈爾·基里洛夫，俄羅斯電視台和廣播電視台主持人（2021年逝世）
- 1934年：尼克勞斯·維爾特，瑞士計算機科學家
- 1935年：赤塚不二夫，日本漫畫家（2008年逝世）
- 1936年：費瑞·慕拉德，美籍阿爾巴尼亞裔醫生、藥劑學家，1998年諾貝爾生理學或醫學獎得主
- 1937年：伦佐·皮亚诺，意大利建築師
- 1940年：比爾·比绍普，國际内部审計師协会执行主席（2004年逝世）
- 1940年：拉里·布朗，美國籃球教练
- 1942年：埃莉索·維爾薩拉澤，喬治亞鋼琴家
- 1943年：拉托米爾·特夫爾迪奇，克羅埃西亞男子籃球運動員（2024年逝世）
- 1944年：，德國足球員
- 1947年：，紐西蘭男演員
- 1955年：教宗良十四世，現任羅馬主教，首位美國出身的教宗
- 1956年：科斯塔斯·卡拉曼利斯，第10任希臘政治人物，希臘總理
- 1958年：黃志芳，中華民國外交部部長
- 1958年：王雪紅，台灣企業家
- 1959年：林春生，台灣罪犯（1997年逝世）
- 1960年：梅莉莎·李歐，美國女演員
- 1962年：郭峰，中国音乐家、歌手
- 1963年：福山芳樹，日本歌手
- 1965年：德米特里·梅德韋杰夫，现任統一俄羅斯主席，曾任俄羅斯總統、俄羅斯總理
- 1965年：王敏明，香港無綫電視女藝員、舞蹈藝員（2015年逝世）
- 1965年：何厚華，臺灣作詞人、音樂人、作家（2024年逝世）
- 1968年：吉田修一，日本作家
- 1968年：格蘭·夏普斯，英國政治人物
- 1969年：奉俊昊，韓國導演
- 1970年：凱坦吉·布朗·傑克森，美國律師、法官，候任美國最高法院大法官，也是美國首位非裔女性大法官
- 1971年：陳淑莊，香港政治人物
- 1971年：安德烈·馬特斯，巴西音樂人
- 1972年：中村獅童，日本男演員
- 1972年：達雷爾·莫雷，美國體育行政主管，費城76人籃球營運總裁
- 1973年：安德魯·林肯，英國演員
- 1973年：納斯，美國嘻哈歌手
- 1974年：希查姆·艾爾·奎羅伊，摩洛哥田徑運動員
- 1975年：瑞澤溪，日本女性聲優
- 1977年：松來未祐，日本女性聲優（2015年逝世）
- 1977年：馬利克·本德傑魯，瑞典電影導演
- 1977年：拉菲兹，馬來西亞前國会议員
- 1978年：柳瀚雅，台灣女藝人
- 1978年：鄭世豪，香港男藝人
- 1978年：錦織敦史，日本男性動畫導演、動畫師、人物設計師
- 1978年：卡門·卡斯，愛沙尼亞超級名模
- 1978年：隆恩·迪尚特，美國律師、政治人物，現任佛羅里達州州長
- 1978年：泰迪·朴，美籍韓裔歌手、詞曲作家
- 1979年：伍家謙，香港體育記者
- 1979年：伊维卡·奥利奇，克羅地亞職業足球運動員
- 1980年：伊凡·拉迪歷，波士尼亞與赫塞哥維納職業足球運動員
- 1981年：安達祐實，日本女歌手、演員
- 1981年：雅-miyavi-，日本視覺系藝人
- 1982年：成宮寬貴，日本男演員
- 1982年：Soshy，法國歌手、詞作家
- 1982年：陳岳鵬，香港政府政制、內地事務局前副局長
- 1983年：艾米·怀恩豪斯，英國女歌手、詞曲作家（2011年逝世）
- 1983年：江振愷，台灣男藝人
- 1985年：上戶彩，日本藝人
- 1986年：高橋愛，日本藝人
- 1986年：，愛爾蘭足球員
- 1986年：劉明湘，台灣女歌手
- 1987年：艾莉西亞·古特絲，澳大利亞游泳運動員
- 1987年：招浩明，香港藝人
- 1987年：趙文琪，中國女演員
- 1988年：石上靜香，日本女性聲優
- 1988年：秦佐和子，日本女性聲優
- 1988年：宮田俊哉，日本男子偶像團體Kis-My-Ft2成員
- 1989年：李鐘奭，韓國男演員、模特兒
- 1989年：吉米·巴特勒，美國職業籃球運動員
- 1991年：芝崎典子，日本女性聲優
- 1991年：林珍兒，韓國女子偶像團體After School成員
- 1992年：Zico，韓國男子偶像團體Block B隊長
- 1992年：焦凡凡，台灣女藝人
- 1993年：婁峻碩，台灣男歌手，知名團體五堅情成員
- 1993年：斯蒂芬妮·李，韓國模特兒、演員
- 1993年：布蘭登·布朗，美國職業賽車手
- 1994年：張月，中國女歌手、演员
- 1994年：里歐·杜布瓦，法國職業足球運動員
- 1994年：加里·哈里斯，美國職業籃球運動員
- 1995年：安智煐，韓國女歌手、獨立女子樂團臉紅的思春期成員
- 1997年：Gaho，韓國創作歌手
- 1999年：邱晴，香港女藝人
- 2000年：韓知城，韓國男子偶像團體Stray Kids成員
- 2000年：伊森·安帕度，威爾斯職業足球運動員
- 2001年：鏡優翔，日本女子角力運動員
- 2006年：卡曼·馬魯阿奇，南蘇丹職業籃球運動員
- 2007年：許廷恩，韓國女演員

## 逝世
- 23年：德魯蘇斯·尤里烏斯·凱撒，羅馬帝國執政官（前14年出生）
- 258年：居普良，迦太基主教（210年出生）
- 407年：約翰一世，君士坦丁堡大主教（347年出生）
- 619年：隋恭帝杨侑，隋朝皇帝（605年出生）
- 755年：君士坦丁五世，拜占庭皇帝（718年出生）
- 786年：哈迪，阿拔斯帝國哈里发（764年出生）
- 891年：教宗斯德望五世，羅馬主教（生年不詳）
- 1164年：崇德天皇，日本第75代天皇（1119年出生）
- 1321年：但丁·阿利吉耶里，義大利作家（1265年出生）
- 1385年：宗良親王，日本鎌倉時代末期及南北朝時代初期皇族（1311年出生）
- 1404年：阿爾布雷希特四世，奥地利公爵（1377年出生）
- 1435年：蘭開斯特的約翰，英格蘭軍人、政治家、貴族，第一代貝德福德公爵（1389年出生）
- 1523年：教宗哈德良六世，羅馬主教（1459年出生）
- 1712年：喬瓦尼·多梅尼科·卡西尼，義大利－法國天文學家、水利工程師（1625年出生）
- 1759年：路易-約瑟夫·德·蒙卡爾姆，法國將軍（1712年出生）
- 1836年：阿龍·伯爾，美國政治人物，第3任美國副總統（1756年出生）
- 1851年：詹姆斯·菲尼莫尔·库珀，美国小说家（1789年出生）
- 1852年：阿瑟·韋爾斯利，英國軍事家、政治家、貴族，第一代威靈頓公爵（1769年出生）
- 1862年：查爾斯·皮爾森，英國律師、政治家（1793年出生）
- 1887年：盧克·P·布萊克本，美國醫生、慈善家、政治人物，第28任肯塔基州州長（1816年出生）
- 1901年：威廉·麦金萊，美國政治人物，第25任美国总统（1843年出生）
- 1916年：何塞·埃切加賴，西班牙作家，1904年諾貝爾文學獎得主（1832年出生）
- 1927年：·鄧肯，美國舞蹈家，现代舞蹈先驱（1878年出生）
- 1937年：托馬斯·馬薩里克，捷克斯洛伐克首任總統（1850年出生）
- 1970年：魯道夫·卡爾納普，美國分析哲學家（1891年出生）
- 1982年：克里斯蒂安·埃爾亞恩，冰島政治家，冰島總統（1916年出生）
- 1982年：，美国好莱坞女影星、摩纳哥王妃（1929年出生）
- 1982年：贝希尔·杰马耶勒，黎巴嫩当选总统，长枪党领袖（1947年出生）
- 1998年：杨尚昆，中共元老，前中華人民共和國主席（1907年出生）
- 1999年：安德烈·科斯托蘭尼（André Kostolany），匈裔美籍投資家，作家，評論家（1906年2月9日出生）
- 2000年：成克杰，全國人大常委會副委員長、前廣西壯族自治區政府主席（1933年出生）
- 2003年：加勒特·哈丁，美國生態學家（1915年出生）
- 2005年：羅伯·懷茲，美國荷里活著名導演及製作人（1914年出生）
- 2009年：傑夫·費萊特（Keith Floyd），英國著名廚師。（1943年出生）
- 2009年： ，美國男演員、歌手、舞蹈家。（1952年出生）
- 2011年：鲁道夫·穆斯堡尔，德国物理学家，1961年諾貝爾物理學獎得主。（1929年出生）
- 2011年：吳偉文，香港足球運動員及教練。（1932年出生）
- 2013年：費斯·利奇，澳大利亞女子自由式運動員（1941年出生）
- 2014年：尼古拉·羅曼諾維奇，俄羅斯大公（1922年出生）
- 2018年：蘇啟誠，臺灣外交官（1957年出生）
- 2019年：吳貽弓，中國電影導演、編劇（1938年出生）
- 2020年：蘆名星，日本女演員（1983年出生）
- 2020年：吳仁惠，韓國女演員（1984年出生）
- 2021年：龍劭華，台灣男演員（1953年出生）
- 2021年：趙鏞基，韓國基督教新教牧師（1936年出生）
- 2021年：諾姆·麥克唐納，加拿大演員、作家、製片人（1959年出生）
- 2022年：艾琳·帕帕斯，希臘女演員、歌手（1926年出生）
- 2022年：劉引商，台灣女演員（1937年出生）
- 2022年：喬波·蓋佐，匈牙利男子輕艇運動員（1950年出生）
- 2024年：奧蒂斯·戴維斯，美國男子田徑運動員（1932年出生）

## 节假日和习俗
- 世界清潔日
- 基督教：光榮十字聖架（英语：Feast of the Cross）慶日
- ：音樂與相片情人節
- 羅馬尼亞、 南非：工程師節
- 美国（舊金山）：Twins日